# Władysław Tatarkiewicz
Władysław Tatarkiewicz (Varsavia, 3 aprile 1886 – 4 aprile 1980) è stato un filosofo, storico della filosofia e storico dell'arte polacco.
Insegnò all'Università di Varsavia.
Si dedicò nell'ambito della storia della filosofia allo studio dell'Estetica, pubblicando diversi saggi sul tema come Historia estetyki (3 voll., 1960-68; trad. it. Storia dell'estetica), in cui ripercorre la concezione estetica dall'antica Grecia al Settecento.
Tatarkiewicz fece parte della Scuola di Leopoli-Varsavia, creata da Kazimierz Twardowski, attiva nel periodo tra le due guerre mondiali, che diede alla rinata Polonia molti studiosi e scienziati: filosofi, logici, psicologi, sociologi e accademici.
Tatarkiewicz formò generazioni di filosofi, estetisti e storici dell'arte polacchi, così come molti altri studiosi in campi correlati a queste discipline.

## Biografia
Tatarkiewicz iniziò i suoi studi superiori presso l'Università di Varsavia. Quando fu chiusa dalle autorità imperiali russe nel 1905, fu costretto a continuare i suoi studi all'estero a Marburgo, in Germania, dove studiò dal 1907 al 1910.
Come descrive nelle sue memorie, Tatarkiewicz a trascorrere gli anni della prima guerra mondiale a Varsavia. Lì iniziò la sua carriera come docente di filosofia, insegnando in una scuola femminile; quando l'Università polacca di Varsavia fu aperta sotto il patrocinio dei tedeschi occupanti - che volevano ottenere il sostegno polacco per il loro sforzo bellico - Tatarkiewicz ne diresse il dipartimento di filosofia nel periodo 1915-1919.
Nel 1919–21 fu professore all'Università Stefan Batory di Vilnius, nel 1921–23 all'Università di Poznań e nel 1923–61 di nuovo all'Università di Varsavia. Nel 1930 divenne membro dell'Accademia polacca delle scienze.
Durante la seconda guerra mondiale, rischiando la vita, tenne conferenze clandestine nella Varsavia occupata dai tedeschi (uno dei membri del pubblico era Czesław Miłosz). Dopo la repressione della rivolta di Varsavia (agosto-ottobre 1944) rischiò nuovamente la vita recuperando un manoscritto dalla fogna, dove un soldato tedesco lo aveva scagliato (questo e altri materiali furono successivamente pubblicati come libro, nella traduzione italiana intitolata Analisi della felicità).
Dopo la seconda guerra mondiale insegnò all'Università di Varsavia. Nel marzo 1950 Tatarkiewicz fu retrocesso e bandito dall'insegnamento dopo che sette dei suoi studenti (tra cui Henryk Holland e Leszek Kołakowski), attivisti del Partito Operaio Unificato Polacco, presentarono una "Lettera dei 7" in cui veniva denunciato perché secondo loro poco coinvolto nell'impegno marxista e perché si opponeva "alla costruzione del socialismo in Polonia".
Władysław Tatarkiewicz morì il giorno dopo il suo 94º compleanno. Nelle sue Memorie, pubblicate poco prima, ricorda di essere stato estromesso dalla cattedra universitaria (da Henryk Holland, ex studente politicamente legato). Scrisse che vedeva quell'umiliazione come una "benedizione", poiché lo aveva liberato dai doveri accademici e gli dava il tempo libero per dedicarsi alla ricerca e alla scrittura.

## Opere
Lista parziale
- O szczęściu (1927; trad. it. Analisi della felicità)
- Historia filozofii (2 voll., 1931)
- Droga do filozofii (1968)
- Łazienki warszawskie (1968)
- Historia estetyki (3 voll., 1962 - 1967; trad. it. Storia dell'estetica)
- Dzieje sześciu pojęć (1975; trad. it. Storia di sei idee)
- O doskonałości (1976)
- Parerga (1978)
- Wspomnienia (1979)

Nei suoi ultimi anni, Tatarkiewicz dedicò notevole attenzione a garantire le traduzioni delle sue opere principali. La sua tesi di dottorato in lingua tedesca del 1909 e la sua Storia della filosofia, Łazienki warszawskie, Parerga e Wspomnienia non sono state tradotte in inglese.